# Torsten Frey
Torsten Svenson Frey, född 19 oktober 1907 i Uppsala, död 1 juni 1984, var en svensk psykiater. Han var son till Frey Svenson.
Frey blev medicine licentiat vid Karolinska institutet i Stockholm 1934, medicine doktor 1947, var överläkare vid psykiatriska avdelningen på Sahlgrenska sjukhuset 1947–55, på Lillhagens sjukhus 1955–60, var docent i psykiatri i Göteborg 1953–60 samt professor i psykiatri vid Uppsala universitet och överläkare vid Akademiska sjukhuset 1960–74. Han var ordförande i Svenska psykiatriska föreningen 1952–55 och invaldes som ledamot av Vetenskapssocieteten i Uppsala 1970. Han författade vetenskapliga och populärvetenskapliga arbeten.